# 1435 az irodalomban
Az 1435. év az irodalomban.

## Születések
- 1435 – Ambrosius Calepinus itáliai Ágoston-rendi szerzetes, lexikoníró (Ambrogio Calepino) († 1511)
- 1435 – Jean Molinet francia költő, krónikaíró; prózában átdolgozta a Rózsa-regényt († 1507)
- 1435 körül – Temesvári Pelbárt ferences szerzetes, skolasztikus író († 1504 körül)
- 1435 ? – Thuróczi János 15. századi magyar történetíró († 1488 vagy 1489)